# 高斯噪声
高斯噪声（Gaussian noise）是一种具有正态分布（也称作高斯分布）概率密度函数的噪声。换句话说，高斯噪声的值遵循高斯分布或者它在各个频率分量上的能量具有高斯分布。它被极其普遍地应用为用以产生加成性高斯白噪声（AWGN）的迭代白噪声。

## 參看
- 白噪声
- AWGN